# Musculus gluteus minimus
Der Musculus gluteus minimus (lat. für „kleiner Gesäßmuskel“) ist ein Skelettmuskel der unteren Extremität, genauer der hinteren (dorsalen) Schicht der hinteren Hüftmuskulatur. Er wird vollständig vom mittleren Gesäßmuskel (Musculus gluteus medius) verdeckt.
Da er bei den vierfüßigen Säugetieren recht kräftig ist, wird er hier treffender als tiefer Kruppenmuskel (Musculus glut(a)eus profundus) bezeichnet.

## Verlauf
Ursprung des kleinen Gesäßmuskels ist die Fläche (Facies glut(a)ea) der Darmbeinschaufel/Darmbeinflügel (Ala ossis ilium) des Darmbeines (Os ilium) zwischen der vorderen und unteren Glutäenlinie (Linea glut(a)ea anterior und Linea glut(a)ea inferior).
Nach querem Verlauf setzt er kappenförmig seitlich (lateral) am Vorderrand des großen Rollhügels (Trochanter major) des Oberschenkelknochens (Femur) an. Zudem inseriert er in das Lig. iliofemorale.

## Funktion
Der Muskel hat im Wesentlichen die gleichen Funktionen wie der Gluteus medius: Er zentriert und stabilisiert das Hüftgelenk. Zudem spreizt er den Oberschenkel im Hüftgelenk zur Seite ab. Beim Gehen und Laufen stabilisiert er zusammen mit dem mittleren Gesäßmuskel (Musculus gluteus medius) das Becken (Pelvis) und verhindert dessen Absinken zur Spielbeinseite. Der vordere Anteil des kleinen Gesäßmuskels dreht den Oberschenkel außerdem nach innen und beugt ihn an, der hintere Anteil hingegen dreht den Oberschenkel nach außen und streckt ihn.
Außerdem spannt der Muskel die Gelenkkapsel des Hüftgelenks (Kapselspanner) an.
Bei den vierfüßigen Säugetieren wirkt der Muskel vorwiegend als Hüftstrecker (Extensor) und Abspreizer (Abduktor).

## Lähmung
Bei gleichzeitiger Lähmung des kleinen und mittleren Gesäßmuskels kommt es zum so genannten Watschelgang, d. h. bei jedem Schritt kippt das Becken auf die Spielbeinseite (Trendelenburg-Zeichen). Dieses tritt bei einer Läsion des N. gluteus superior, welche beispielsweise (in seltenen Fällen) nach einer intramuskuläre Injektion oder nach einem operativen Eingriff am Hüftgelenk auftreten kann.

## Bilder

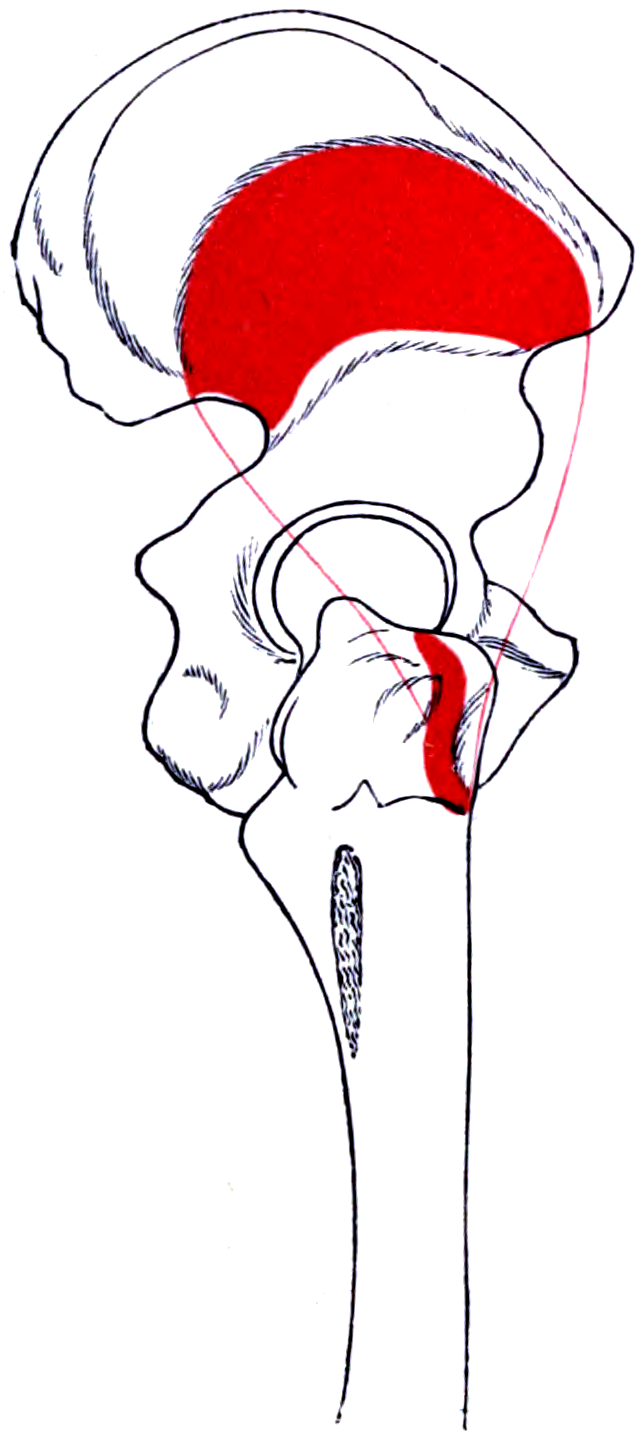
Ursprung und Ansatz.
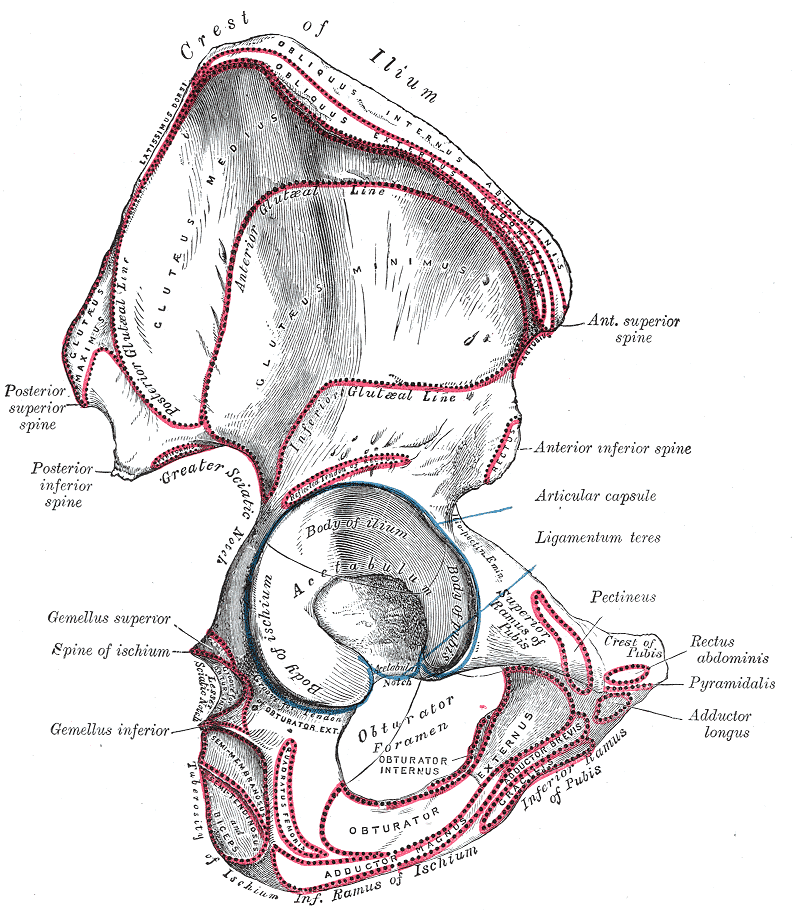
Ursprungsareal des Gluteus minimus an der Darmbeinschaufel.
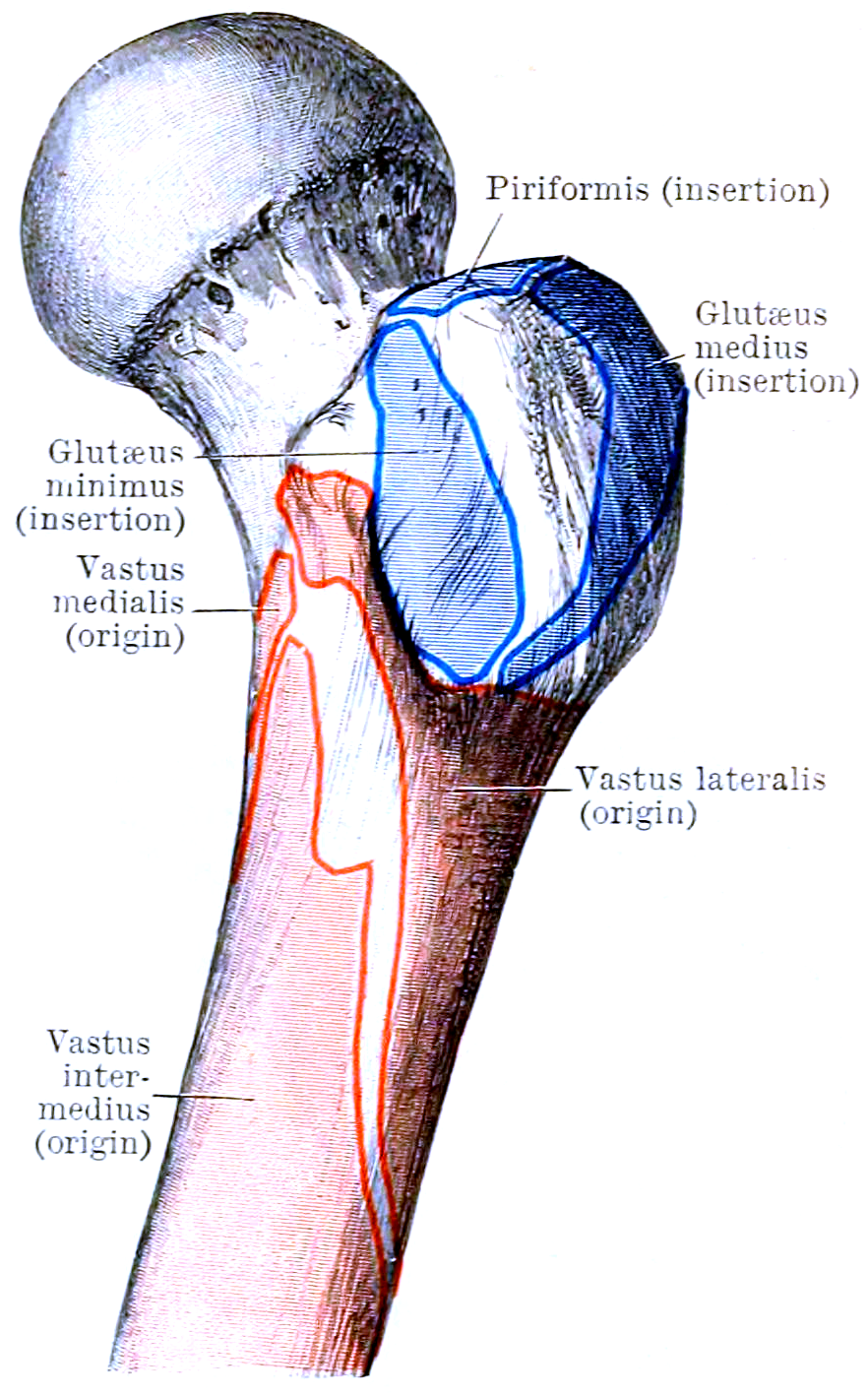
Ansatz am Trochanter major.
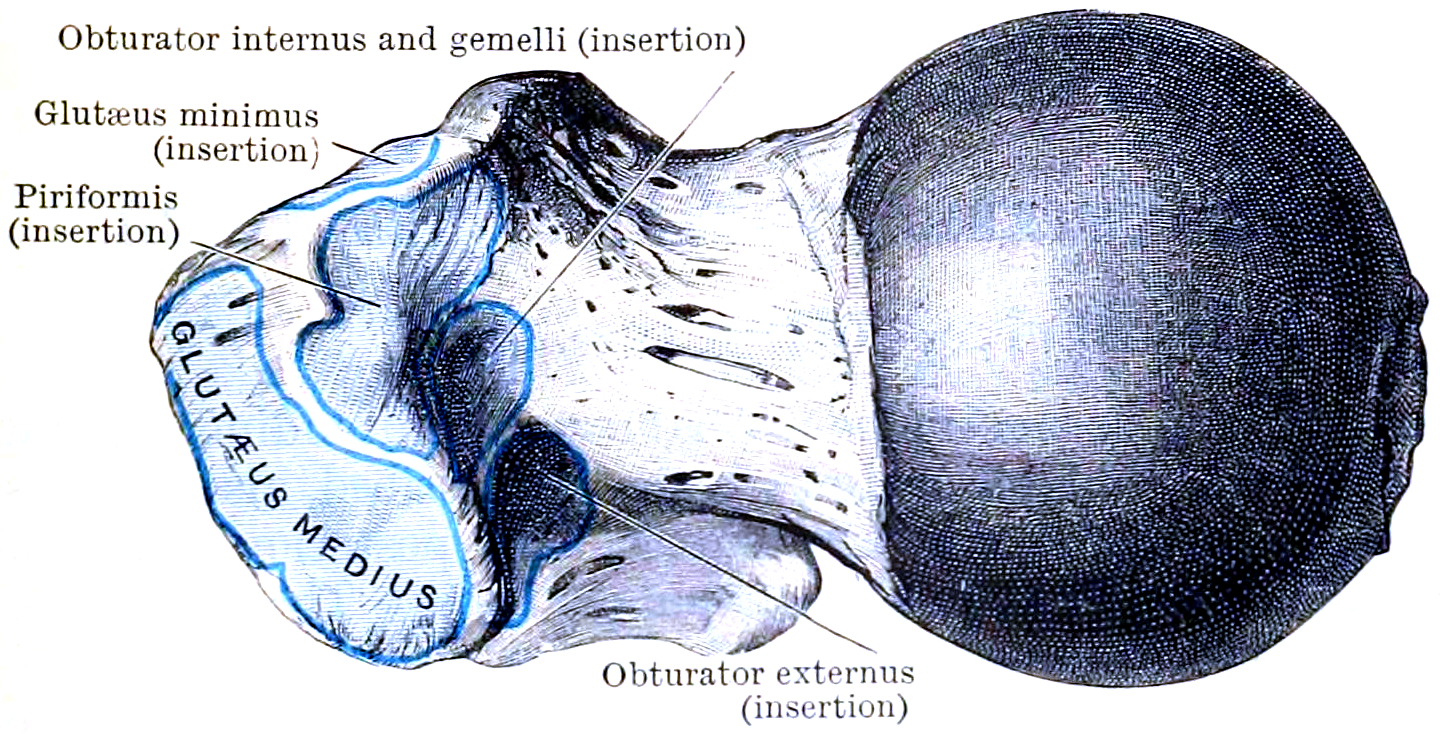
Ansatz am Trochanter minor.
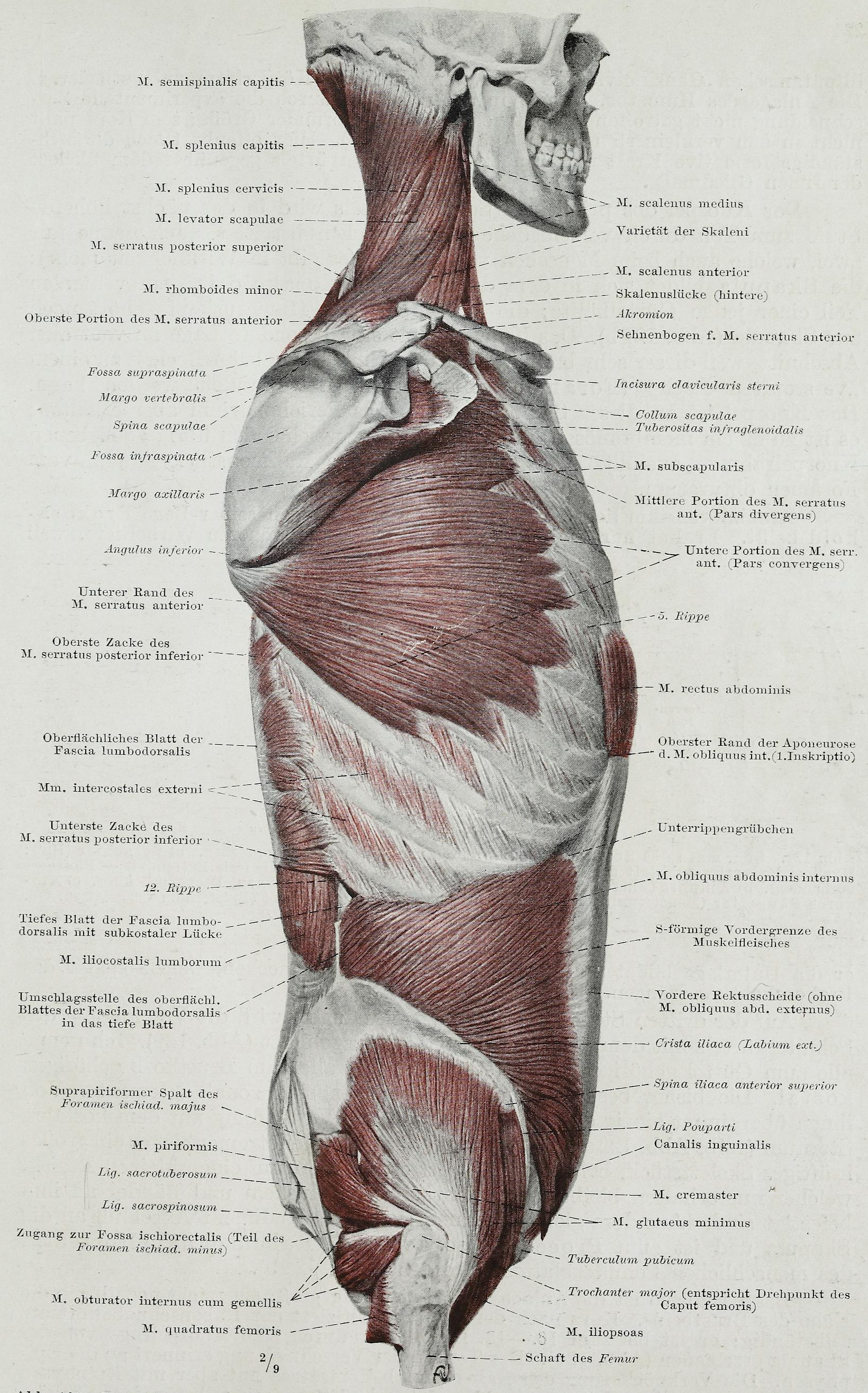
Darstellung des Gluteus minimus, welcher sich kappenförmig um den Trochanter major herumlegt.
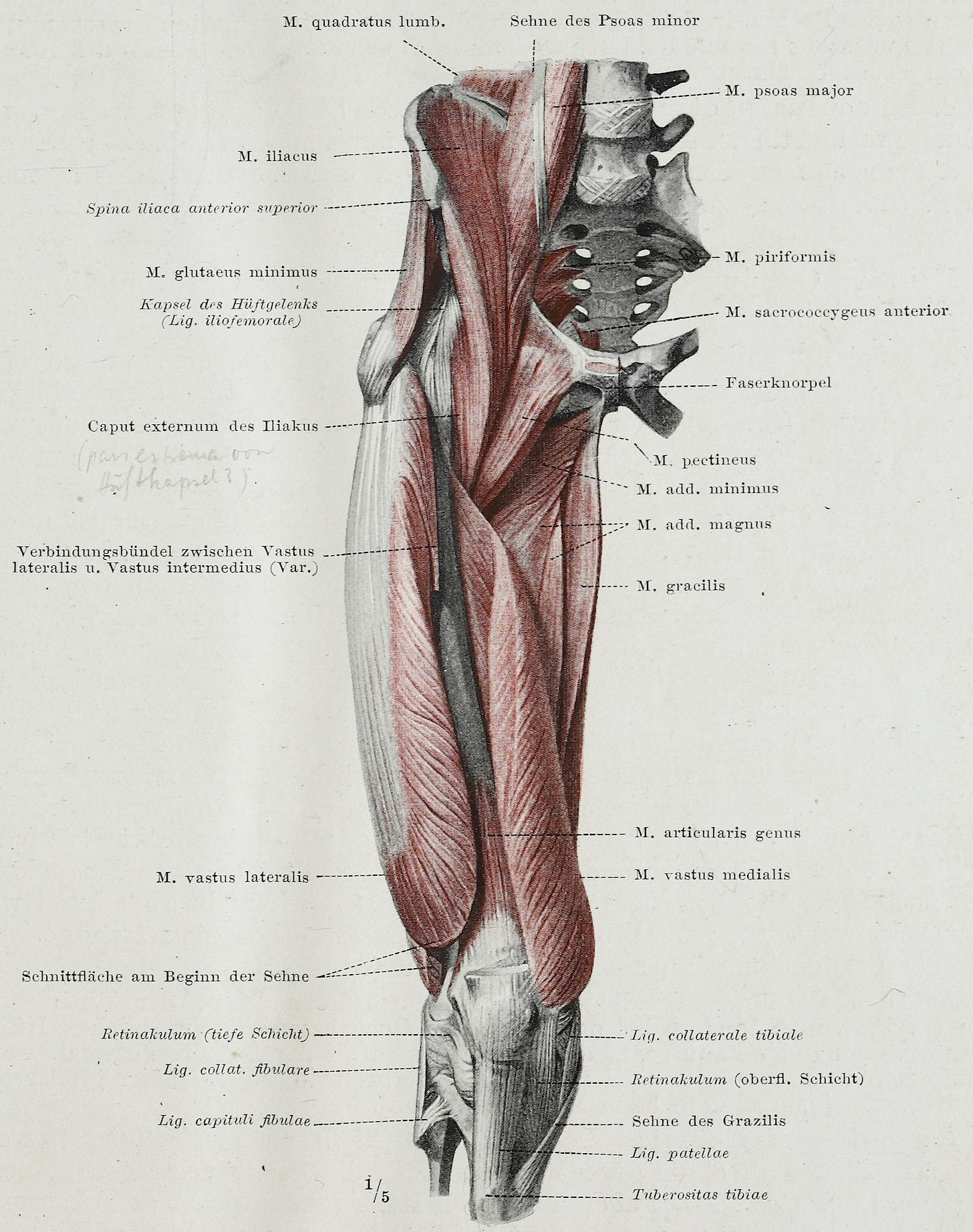
Ansicht von ventral. Beim anterioren und beim anterior-lateralen Operationszugang zum Hüftgelenk wird der Gluteus minimus durch Haken zur Seite gehalten und somit der Blick ins Hüftgelenk eröffnet. Der Tensor fasciae latae sowie der Gluteus medius sind in dieser Abbildung nicht dargestellt.
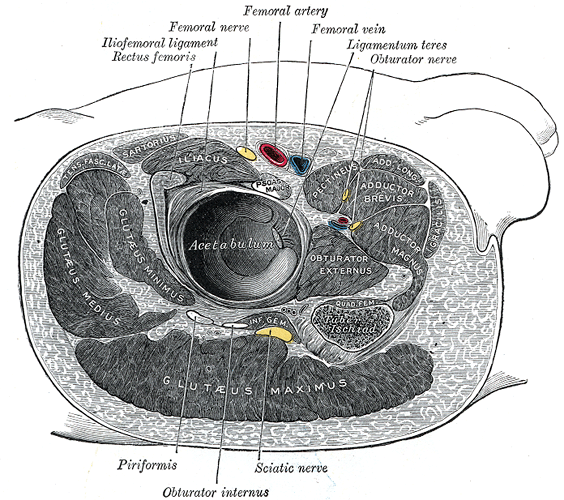
Querschnitt durch das Hüftgelenk.